# Acanthoptura truncatipennis
Acanthoptura truncatipennis là một loài bọ cánh cứng trong họ Cerambycidae.